# Savez za željeznicu
Savez za željeznicu je neprofitna krovna udruga svih zainteresiranih dionika za boljitak željezničkog prometa u Hrvatskoj, koja promovira prednosti ekološki prihvatljivog, energetski učinkovitog, sigurnog, suvremenog i ekonomičnog željezničkog prometa. Osnovan je 2008. godine, sa sjedištem u Zagrebu, kao neprofitna i nevladina organizacija. Savez upozorava na nedostatke u prometnom sustavu, posebno željezničkom dijelu, ali ih ujedno pokušava i ukloniti. Trenutno, Savez za željeznicu broji više od 30 članica, među kojima su i profitne i one neprofitnog tipa poput raznih udruga. Tako se među članstvom može naći od HŽ Carga, Putničkog prijevoza i Infrastrukture, preko Fakulteta prometnih znanosti, privatnih tvrtki poput Altpro-a, Luke Split, pa sve do sindikata i KUD-a ”Željezničar” Zagreb.
Glavne aktivnosti Saveza jesu organizacija događanja, lobiranje, odnosi s javnošću i projekti. Jedan od glavnih strateških ciljeva Saveza promicanje je željeznice kao ekološki najpovoljnijeg i energetski najučinkovitijeg prijevoznika na kopnu. Glavna partnerska organizacija Saveza je njemačka udruga Allianz pro Schiene.
Savez za Željeznicu promovira korištenje usluga željezničkog prometa u Hrvatskoj, al i šire, utječe na primjenu najviših europskih i svjetskih standarda u ovom načinu prometa, te nastoji utjecati na porast udjela željezničkog prometa u cjelokupnom prometnom sustavu, dok posebnu pažnju obraća na zadovoljstvo svih korisnika usluga željezničkog prometa.

Misija Saveza za željeznicu
-	Promoviranje korištenja usluga željezničkog prometa u Republici Hrvatskoj
-	Primjena najviših europskih i svjetskih standarda s posebnim naglaskom na održivi razvoj Republike Hrvatske
-	Porast udjela željezničkog prometa u prometnom sustavu RH
-	Zadovoljstvo svih korisnika usluga željezničkog prometa

Vizija Saveza za željeznicu
-	Povećanje informiranost javnosti o željezničkom prometu u Republici Hrvatskoj, te da građanima željeznički promet postane poželjan izbor kako za transport dobara, tako i za putovanja
-	Svi oni koji su poslovno i radno uključeni u sustav željezničkog prometa trebaju biti informirani o svjetskim trendovima, te ostvarivati svoj maksimum u podizanju kvalitete usluga i primjeni tehnoloških razvoja na željeznici
-	Poticanje znanstvenih istraživanja koja su u skladu s misijom, te osigurati da ona budu u korak najvišim dostignućima željezničkog prometa, a okrenuta primjenjivosti u praksi i konkretnim akcijama koja iz tih istraživanja proističu

Projekti Saveza za željeznicu
Kako bi djelovao u skladu s vlastitim načelima i planovima rada, Savez za željeznicu uključio se u niz domaćih i međunarodnih projekata koji uključuju prometna istraživanja, prezentiranje prednosti željezničkog i ostalog javnog prijevoza, lobiranja i sl.
EU projekti - FP7 – Framework Programme Seven: 
USEmobility -  istraživao je što to motivira ljude na prelazak na ekološki prihvatljive načine javnog prijevoza, te je predstavljao suradnju s putničkim i organizacijama potrošača, za razvoj koncepta multimodalne mobilnosti europskih građana
ACROSSEE - projekt koji se bavi poboljšanjem teretnog prekograničnog prometa u cijeloj Jugoistočnoj Europi
RAIL4SEE - projekt koji se bavi poboljšanjem međugradskog putničkog prijevoza u jugoistočnoj Europi
LivingRAIL - projekt je to koji razvija scenarije o stanju životnih stilova, kultura, mobilnosti i gospodarskih aktivnosti u Europi do 2050. te istražuje viziju o budućoj ulozi ekološki svjesne, elektrificirane željeznice. Projekt uz pomoć analitičkog rada na osnovu primjera dobrih praksi današnjice istražuje kako željeznice i ostali modovi javnog prijevoza mogu doprinijeti kvalitetnoj viziji Europe u sustavu prostornog i urbanističkog planiranja, prometne politike i drugih područja.

Ostali projekti
- Integrirani javni prijevoz putnika u Varaždinskoj i Međimurskoj županiji
- Intermodalni prijevoz tereta u Republici Hrvatskoj
- Povećanje sigurnosti na željezničko-cestovnim prijelazima u razini
- Studija mobilnosti za grad Lepoglavu - temelji se na terenskim i drugim istraživanjima, te isporučuje jasne smjernice o tome kako značajno poboljšati javni prijevoz i opću mobilnost građana na području grada Lepoglave i općine Bednja
- dva projekta za Energetski institut Hrvoje Požar u Zagrebu: "Utvrđivanje pojedinačnih prometnih prometnu potražnju za grad Zagreb" i "Utvrđivanje putničkih i teretnih željeznički zaliha u željezničkom čvoru Zagreba", realizirana krajem 2012.

Brošure
- Revitalizacija industrijskih kolosijeka, Zagreb, 2010
- Mobilnost građana Hrvatske s primjerima iz Varaždinske županije, Zagreb, 2013

Udruga je osnovana 10. travnja 2008.

## Vanjske poveznice
- − Savez za željeznicu
- - poziv na sastanak za predstavljanje
- [neaktivna poveznica] - Ministarstvo mora, prometa i infrastrukture - članak o savezu za željeznice